# Néo Kríkello
Néo Kríkello (Neo Krikello) är en ort i Grekland.   Den ligger i prefekturen Fthiotis och regionen Grekiska fastlandet, i den centrala delen av landet, 150 km nordväst om huvudstaden Aten. Néo Kríkello ligger 15 meter över havet och antalet invånare är 487.
Terrängen runt Néo Kríkello är varierad.Runt Néo Kríkello är det glesbefolkat, med 20 invånare per kvadratkilometer. Närmaste större samhälle är Lamia, 8,4 km norr om Néo Kríkello. == Kommentarer ==
1. ↑  Framräknat ur variansen i alla höjduppgifter (DEM 3") från Viewfinder Panoramas, inom 10 km radie.[2] Mer om algoritmen finns här: Användare:Lsjbot/Algoritmer.